# Livré-la-Touche
Livré-la-Touche é uma comuna francesa na região administrativa da Pays de la Loire, no departamento de Mayenne. Estende-se por uma área de 30,08 km². Em 2010 a comuna tinha 763 habitantes (densidade: 25,4 hab./km²).